# The World Won't Listen
The World Won't Listen è un album raccolta del gruppo musicale britannico The Smiths, pubblicato il 23 febbraio del 1987 dalla Rough Trade.
Il disco raggiunse la posizione numero 2 nella Official Albums Chart, rimanendo in classifica per 15 settimane.

## Realizzazione
Concepito come una raccolta di singoli e relative b-sides del periodo compreso tra gennaio 1985 e settembre 1986, il disco venne tuttavia etichettato dalla stampa musicale come non essenziale, grazie anche all'intempestiva decisione della Rough Trade di pubblicare, solo tre mesi dopo la sua uscita, il simile ma più completo Louder Than Bombs.
Dopo che, nel 1992, la WEA ha acquisito l'intero catalogo degli Smiths, tutti gli album della band sono stati nuovamente pubblicati a metà prezzo, compreso The World Won't Listen, che è stato ampliato con una cover di Golden Lights di Twinkle, più la bonus track presente nella prima versione in cassetta, Money Changes Everything.

## Titolo e copertina
Il titolo riflette la frustrazione di Morrissey per il fatto che le radio mainstream ed il pubblico non prestassero molta attenzione alla band e sull'incapacità degli Smiths di restare nelle classifiche di vendita.
La copertina, progettata da Morrissey, utilizza una foto di Jürgen Vollmer tratta dal libro Rock 'N' Roll Times: The Style and Spirit of the Early Beatles and Their First Fans. La foto, nella versione cd e cassetta, venne maldestramente ritagliata dall'etichetta discografica.
"Il progetto (di copertina, ndr) da me pensato e che meglio esemplificano gli Smiths è la versione LP di The World Won't Listen, ed ero inorridito quando venne completamente distrutto per la versione in cassetta e in cd, con l'immagine ritagliata che mostra solo il ragazzo con le guance gonfie. Non riuscivo a capire perché l'immagine completa non era stata riprodotta, e da allora è sempre stata ristampata così". (Morrissey su True To You, 2006)
"Rappresentava la band" disse Johnny Marr intervistato da Q Magazine  "Quattro ragazzi che sembrano, se non la band stessa, i fan degli Smiths. Sul retro, poi, hai la versione femminile di quei ragazzi che singolarmente sono davvero simili agli Smiths:. Morrissey l'ultimo a destra, poi io, Andy (Rourke, ndr) e Mike (Joyce, ndr) a sinistra. Trovare un'immagine del genere è stato un colpo di genio. Non ne abbiamo neanche discusso, ho subito capito."

## Tracce
1. Panic – 2:21
2. Ask – 3:15
3. London – 2:07 – (B-Side di Shoplifters of the World Unite)
4. Bigmouth Strikes Again – 3:13 – (B-Side di The Queen Is Dead)
5. Shakespeare's Sister – 2:08
6. There Is a Light That Never Goes Out – 4:05 – (B-Side di The Queen Is Dead)
7. Shoplifters of the World Unite – 2:58
8. The Boy with the Thorn in His Side – 3:16
9. Money Changes Everything – 4:43 – (B-Side di Bigmouth Strikes Again)
10. Asleep – 4:10 – (B-Side di The Boy with the Thorn in His Side)
11. Unloveable – 3:56 – (B-Side di Bigmouth Strikes Again)
12. Half a Person – 3:36 – (B-Side di Shoplifters of the World Unite)
13. Stretch Out and Wait (alternate vocal) – 2:45 – (B-Side di Shakespeare's Sister)
14. That Joke Isn't Funny Anymore – 3:49
15. Oscillate Wildly – 3:26 – (B-Side di How Soon Is Now?)
16. You Just Haven't Earned It Yet, Baby (UK mix) – 3:32
17. Rubber Ring – 3:38 – (B-Side di The Boy with the Thorn in His Side)
18. Golden Lights – 2:23 – (bonus track della ristampa 1992)

Tutti i brani sono stati scritti da Morrissey/Marr, tranne Golden Lights di Twinkle.

## Formazione
- Morrissey - voce
- Johnny Marr - chitarra
- Andy Rourke – basso
- Mike Joyce - batteria

## Musicisti
- Craig Gannon – chitarra
- Kirsty MacColl - voce in Ask e Golden Lights
- John Porter - drum machine in Golden Lights
- Stephen Street - drum machine in London